# Gauliga Württemberg 1933/34
De Gauliga Württemberg 1933/34 was het eerste voetbalkampioenschap van de Gauliga Württemberg. De Gauliga werd in 1933 in het leven geroepen als nieuwe hoogste klasse in het Duitse voetbal en had zestien regionale onderverdelingen. De meeste clubs speelden voorheen in de Württembergse competitie, enkel de clubs uit Ulm speelden in de Zuid-Beierse competitie.
Union Böckingen werd kampioen en plaatste zich voor de eindronde om de Duitse landstitel, waar de club in de groepsfase uitgeschakeld werd. 
Op 21 januari 1934 werd VfR Heilbronn na dertien van de achttien wedstrijden gediskwalificeerd wegens een schandaal rond speler Andreas Franz. De club had slechts zeven punten op dat moment en zou sowieso gedegradeerd zijn. 

## Samenstelling
De samenstelling van de Gauliga Württemberg kwam als volgt tot stand. De competitie kwam verregaand overeen met de Württembergse competitie van het voorgaande jaar, alleen werd er nu strenger naar de landsgrenzen gekeken. De clubs uit Württembergse stad Ulm speelden al sinds 1924 in de Beiers competitie, maar werden nu terug naar Württemberg overgeheveld en de Badense clubs 1. FC Pforzheim en Germania Brötzingen werden overgeheveld naar de Gauliga Baden. 
- de zes best clubs uit de Bezirksliga Württemberg/Baden, Württembergse competitie 1932/33:
  - Stuttgarter Kickers
  - Union Böckingen
  - VfB Stuttgart
  - SpVgg 1898 Feuerbach
  - Stuttgarter SC
  - 1. FC 08 Birkenfeld

- de twee beste Württembergse teams uit de  Beierse competitie:
  - Ulmer FV 1894
  - 1. SSV Ulm

- twee promovendi uit de Bezirksklasse 1932/33:
  - Sportfreunde Stuttgart
  - VfR Heilbronn

## Eindstand
| Plaats | Club                   | Wed. | W  | G | V | Saldo | Ptn.  |
| ------ | ---------------------- | ---- | -- | - | - | ----- | ----- |
| 1.     | FV Union 08 Böckingen  | 16   | 10 | 2 | 4 | 44:31 | 22:10 |
| 2.     | Stuttgarter Kickers    | 16   | 10 | 2 | 4 | 36:30 | 22:10 |
| 3.     | VfB Stuttgart          | 16   | 6  | 5 | 5 | 45:35 | 17:15 |
| 4.     | Sportfreunde Stuttgart | 16   | 7  | 3 | 6 | 40:34 | 17:15 |
| 5.     | SpVgg 1898 Feuerbach   | 16   | 6  | 4 | 6 | 33:28 | 16:16 |
| 6.     | 1. SSV Ulm             | 16   | 5  | 3 | 8 | 35:47 | 13:19 |
| 7.     | Stuttgarter SC         | 16   | 6  | 1 | 9 | 26:37 | 13:19 |
| 8.     | FV Ulm 1894            | 16   | 4  | 4 | 8 | 33:39 | 12:20 |
| 9.     | 1. FC 08 Birkenfeld    | 16   | 4  | 4 | 8 | 32:43 | 12:20 |
| 10.    | VfR Heilbronn          | 0    | 0  | 0 | 0 | 00:00 | 00:00 |

|  | Kampioen, geplaatst voor nationale eindronde |
|  | Degradatie naar Bezirksliga                  |

## Promotie-eindronde
| Plaats | Club                   | Wed. | Saldo | Ptn. |
| ------ | ---------------------- | ---- | ----- | ---- |
| 1.     | Sportfreunde Esslingen | 4    | 15:3  | 6:2  |
| 2.     | SV Göppingen           | 4    | 9:14  | 5:3  |
| 3.     | SV Trossingen          | 4    | 4:11  | 1:7  |

|  | Promotie naar Gauliga Württemberg 1934/35 |